# Violent Soho
Violent Soho est un groupe de rock alternatif australien, originaire de Brisbane, dans le Queensland. Formé en 2004, le groupe est composé de Luke Boerdam au chant et à la guitare rythmique, James Tidswell à la guitare soliste et aux chœurs, Luke Henery à la basse et aux chœurs, et Michael Richards à la batterie. En 2022, après 5 albums, le groupe annonce une pause indéterminée.

## Biographie

### Débuts (2004–2005)
Les quatre membres du groupe viennent de la même école, située à Brisbane, dans la banlieue de Mansfield, et gardent toujours un attachement à leurs racines. Certains de leurs t-shirts porteront par la suite le code postal de leur banlieue natale, celui-ci étant inclus dans l'imagerie du groupe,. Leur code postal, 4122, apparait dans les couvertures et fréquemment dans leurs images ; 4122 est aussi étroitement liés à la drogue et aux dealers dans la région,,.

### We Don't Belong Here(2006–2008)
Leur premier EP, intitulé Pigs and T.V., est sorti en 2006 et rencontre une vive acclamation. Le magazine Blunt le note 8/10. Après la sortie de cet EP, le groupe continue de donner des concerts aux alentours de Brisbane, et joue plusieurs fois à Sydney, à Melbourne, ainsi qu'à différents autres endroits de la côte est. Ils participent dans le même temps à un concert avec The Grates en 2007 et font partie de la programmation du St Jerome's Laneway Festival de 2008, ce dernier se déroulant à la fois à Melbourne, Brisbane et Sidney. Violent Soho ont vu plusieurs de leurs titres passer à la radio de Brisbane 4ZZZ, et à la radio nationale Triple J.
Violent Soho tourne avec Faker et Grafton Primary en mai 2008, jouant à cette occasion plusieurs titres de leur album à venir We Don't Belong Here, qui sort peu après, le 7 juin 2008, sur le label Emergency Music.
Violent Soho tourne avec Faker et rafton Primary en mai 2008 jouant des chansons de leur premier album, We Don't Belong Here. Après la sortie de cet album, l'activité du groupe s'intensifie : en effet, le groupe tourne dans toute l'Australie, donne des concerts à Londres, New York, et enfin à Los Angeles en novembre 2008, juste avant de rentrer en Australie pour jouer quelques shows supplémentaires et participer à plusieurs festivals, tels que Homebake, le Meredith Music Festival, Falls Festival, ou encore au Southbound Festival.

### Violent Soho(2009–2011)
Le 20 février 2009, Violent Soho annoncent sur leur page Myspace leur « incroyablement excitant » contrat avec Ecstatic Peace! Records, un label dirigé par le leader de Sonic Youth, Thurston Moore; ce dernier étant considéré comme une sorte de héros pour les quatre membres du groupe. À cette occasion, le groupe déclare vouloir passer une bonne partie de l'année 2009 à tourner en Australie et aux États-Unis, ainsi que leur volonté d'enregistrer un nouvel album aux États-Unis, album « élaboré » à partir du matériel enregistré pour We Don't Belong Here, et qui serait sûrement disponible mondialement peu avant la fin d'année 2009.
Le groupe se délocalise aux États-Unis avant la sortie en 2010 de l'album Violent Soho et partage un appartement dans « la partie la plus pauvre de Brooklyn » à New York. Cependant, à cause des longues tournées, le groupe reste rarement chez lui et joue cinq à six nuits par semaine. Aux États-Unis, le groupe sort un EP vinyle 45 tours — qui comprend des versions réenregistrées de Bombs Over Broadway et Son of Sam — en 2009 uniquement vendu pendant leurs concerts en 2010,
Le 9 mars 2010, Violent Soho publient leur deuxième album, l'homonyme Violent Soho, chez Ecstatic Peace! qui comprend une sélection retravaillée de We Don't Belong Here. Jesus Stole My Girlfriend est le premier single de l'album. Le single est aussi enregistré avec de nouveaux morceaux vocaux par Boerdam de Simlish pour la bande-son du jeu vidéo Les Sims 3 : Accès VIP.

### Hungry Ghost(2011–2016)
Violent Soho joue au Laneway Festival en 2011, puis tourne en Australie avec le groupe de rock alternatif Jebediah à la mi-2011. Le groupe est aussi sélectionné par Les Savy Fav pour jouer au ATP Nightmare Before Christmas avec Caribou and Battles—en décembre 2011 à Minehead, en Angleterre. Le groupe tourne aussi en Australie avec le groupe anglais Arctic Monkeys au début de 2012.
Violent Soho est nommé pour un ARIA Award en 2012, et Tidswell révèle en octobre 2013 avoir reçu les félicitations de ses amis lorsqu'il était sur le point de postuler dans un McDonald's, le groupe ne possédant plus de label et sans aide financière à cette période,. Le groupe signe au label indépendant I Oh You et sort le single Tinderbox le 27 août 2012. En novembre 2012, une tournée australienne s'effectue en parallèle à la sortie du double-single Tinderbox/Neighbour Neighbour et un clip pour Neighbour Neighbour est tourné,.
En juillet 2013, le groupe annonce via sa page Facebook que leur album suivant sortira le 6 septembre 2013 sur le label I Oh You. Un clip pour le morceau In the Aisle est sorti le 16 juillet 2013, suivi du clip de Covered in Chrome, tourné dans la maison du bassiste (Luke Henery) filmé en un plan-séquence. À la fin juin 2014, le New Noise Magazine annonce que l'album Hungry Ghost a atteint la sixième position dans le classement mensuel Australien. Vient ensuite la confirmation qu'un contrat est signé avec SideOneDummy Records en vue de la sortie américaine de l'album. En septembre 2014, Hungry Ghost dépasse 30 000 albums vendus en Australie.
En octobre 2015, le groupe publie un split vinyle 45 tours avec le groupe de punk rock Spraynard. Il comprend deux nouveaux morceaux de Violent Soho, et de Spraynard.

### Waco(2016-2020)
Le 3 février 2016, le groupe annonce la date de sortie de leur quatrième album, Waco, le 18 mars 2016. Par la même occasion, le single du morceau "Viceroy" qui sera sur cet album est posté sur YouTube.

### Everything is A-OK(2020 à aujourd'hui)
En 2020, le groupe sort Everything is A-OK'. En 2022, le groupe annonce une pause indéterminée.

## Membres
- Luke Boerdam – guitare, chant
- James Tidswell – guitare, chœurs
- Luke Henery – basse
- Michael Richards – batterie

## Discographie

### Albums studio
- 2008 : We Don't Belong Here
- 2010 : Violent Soho
- 2013 : Hungry Ghost
- 2016 : Waco
- 2020 : Everything Is A-OK

### EP
- 2006 : Pigs and T.V.
- 2009 : My Pal/Task Force